# Stupa
En stupa (fra Pali) er en type af Buddhistisk spir-lignende struktur fundet over mange steder i Det indiske subkontinent og i andre dele af Asien samt få steder i Vesten.
Fundamentalt består en stupa af fem dele:
- en kvadratisk base
- en hemisfærisk kuppel
- et kegleformet spir
- en halvmåneformet "bule"
- en rund skive

## Galleri
- "Buddhas øjne" på Bodhnath Stupa i Kathmandu
- Stupa ved Samye Ling Monastery, Skotland
- Colombo, Sri Lanka
- Shwedagon i Yangon, Burma
- Phra Pathom Chedi, Nakhon Pathom, Thailand
- Chedi Phra Sri Rattana, Bangkok, Thailand
- Wat Phra Kaew,, Bangkok, Thailand
- That Louang i Vientiane (Laos)
- Wat Phnom, Phnom Penh, Cambodia
- Chörten, Tibet
- Borobudur, Indonesien
- Chörten, Ladakh
- Stupa i Gangtok, Sikkim
- Chörten, Tibet
- Mankiala Stupa nær Rawalpindi ,Pakistan